# ペンタデカン
ペンタデカン (pentadecane) は炭化水素の一種で、炭素が15個連なった直鎖アルカン。分子式は C15H32。石油中に含まれる。
融点 9.9 ℃、沸点 271 ℃。無色の液体。水に不溶。
4347種の構造異性体が存在する。他のアルカンと同様、極性をもたない。

## 関連商品
ライオン株式会社が1986年にペンタデカン酸グリセリドを含有する育毛剤『薬用ペンタデカン』を発売していた。